# Zellertal
Zellertal est une municipalité allemande située dans le land de Rhénanie-Palatinat et l'arrondissement du Mont-Tonnerre au bord du Vignoble de Palatinat.